# Dysdaemonia boreas
Dysdaemonia boreas är en fjärilsart som beskrevs av Pieter Cramer 1775. Dysdaemonia boreas ingår i släktet Dysdaemonia och familjen påfågelsspinnare. Inga underarter finns listade i Catalogue of Life.

## Bildgalleri

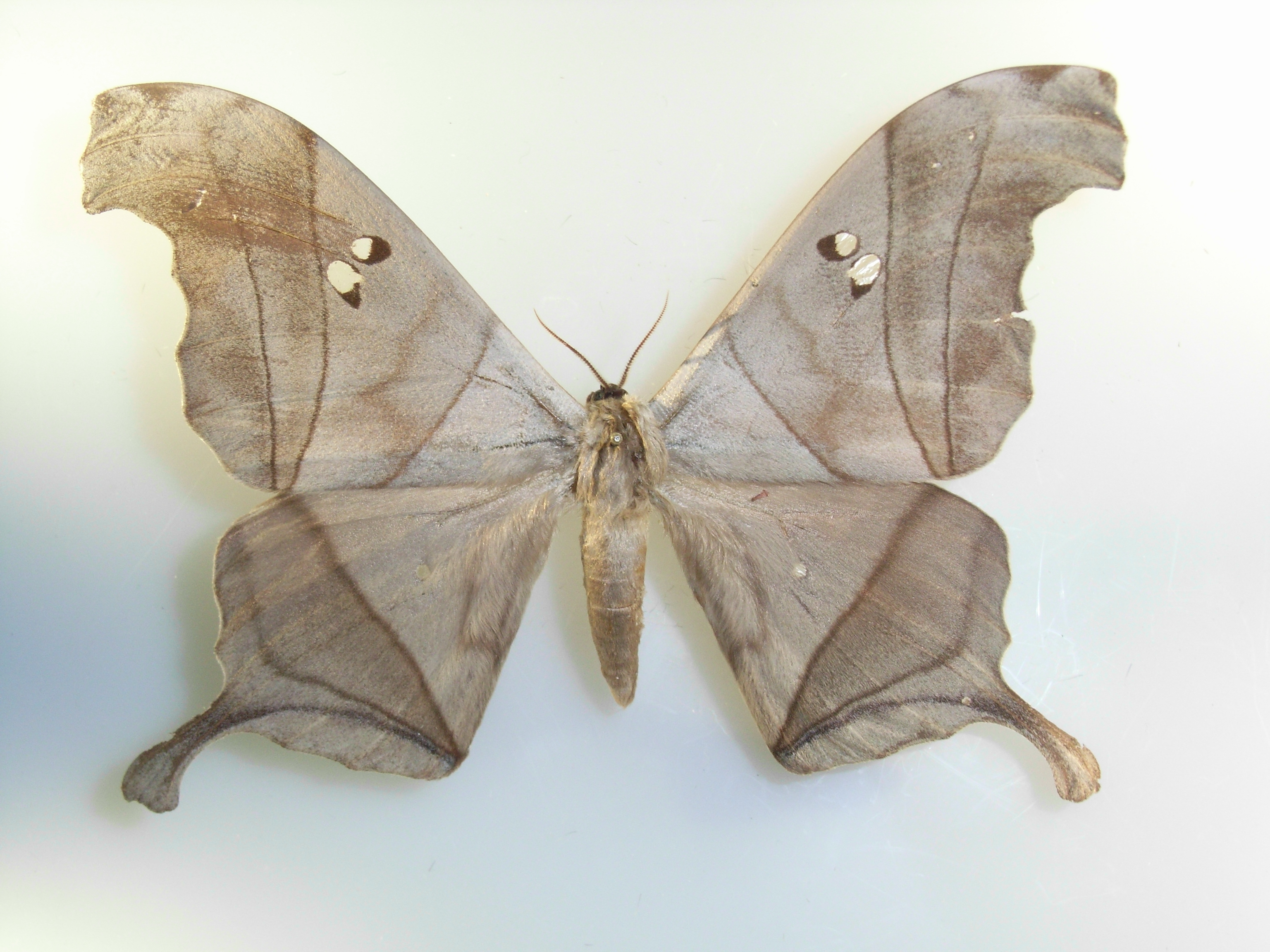